# ガオラン・カウイチット
ガオラン・カウイチット（Kaolan Kaovichit、1978年5月12日 - ）は、タイ王国 ソンクラー県ムアンソンクラー郡出身の男性ムエタイ選手。元WMC世界ウェルター級王者。

## 来歴
1997年9月13日、ルンピニー・スタジアムのジュニアライト級2位にランクインしていたガオランは、同級7位のサームコー・チョー・ラチャタスパックと対戦。技量の差で圧倒され、判定負けした。
2002年5月11日、K-1 WORLD MAX 2002のトーナメント1回戦では張加撥（ジャン・ジャポー）に判定勝ち、準決勝では小比類巻貴之にKO勝ち、決勝ではアルバート・クラウスに右フックでKO負け、準優勝に終わった。

## 戦績
| 勝敗 | 対戦相手                   | 試合結果               | 大会名                                                                                     | 開催年月日    |
| ×    | 石黒竜也                   | 1R 2:33 KO（右肩脱臼） | ニュージャパンキックボクシング連盟 「ADVANCE VI 〜前進〜 MUAYTHAI OPEN」                   | 2006年7月2日  |
| ×    | 加藤督朗                   | 2R KO                  | ルンピニー・スタジアム 【WPMF世界ウェルター級王者決定戦】                                  | 2004年4月17日 |
| ×    | 佐藤嘉洋                   | 3分5R終了 判定0-3      | 全日本キックボクシング連盟「HURRICANE BLOW」 【WKA世界ムエタイウェルター級タイトルマッチ】 | 2003年8月17日 |
| △    | 清水貴彦                   | 3分5R終了 判定1-0      | 全日本キックボクシング連盟「KICK OUT」                                                     | 2003年7月20日 |
| ×    | アルバート・クラウス       | 1R 1:00 KO（右フック） | K-1 WORLD MAX 2002 〜世界一決定戦〜 【決勝】                                               | 2002年5月11日 |
| ○    | 小比類巻貴之               | 2R 2:42 KO（右膝蹴り） | K-1 WORLD MAX 2002 〜世界一決定戦〜 【準決勝】                                             | 2002年5月11日 |
| ○    | 張加撥（ジャン・ジャポー） | 3R終了 判定3-0         | K-1 WORLD MAX 2002 〜世界一決定戦〜 【準々決勝】                                           | 2002年5月11日 |

## 獲得タイトル
- WMC世界ウェルター級王座
- ルンピニー・スタジアム認定ジュニアバンタム級王座
- ルンピニー・スタジアム認定ライト級王座
- K-1 WORLD MAX 2002 準優勝
- ルンピニー・スタジアム認定ウェルター級王座